# Skavmodalen
Skavmodalen este o localitate din comuna Lavangen, provincia Troms, Norvegia.